# Taškent
Taškent je glavni grad Uzbekistana. Sve do 1865. gradski je prostor ograničen na staru, zidinama omeđenu i nepravilno građenu jezgru. Planski izgrađen novi dio grada s prostranim zelenim površinama podignut je istočno od starog Taškenta. Poslije jakog potresa 1966. godine obnovljen je i proširen po urbanističkom planu iz 1970. Zlatno doba grad proživljava u SSSR-u, a i sada se razvija.

## Povijest
U predislamskom razdoblju je na prostoru Taškenta postojao grad koji se zvao Čač ili Čačkand i bio je jedan od razvijenijih srednjoazijskih gradova. Smatra se da je grad nastao u razdoblju 5. – 3. st. pr. Kr. Tijekom stoljeća je funkcionirao kao trgovački centar između raznih turkijskih plemena koja su živjela u srednjoj Aziji. Bio je značajna postaja na jednom od tzv puteva svile između Azije i Europe. U 7. st. je Čač bio središte regije koja okuplja 30 manjih naselja. U 8. st. su stanovnici grada prešli na islam. U 9. st. je postao dio države Samanida porijeklom iz Perzije i zvao se Binkath. 1219. je grad razorio Džingis-kan, a nakon njega je došao pod vlast Timurida. Od 16. st. se grad naziva Taškand (kameni grad).
Od 1809. je Taškent dio Kokandskog Kanata i bio je jedan od najvećih i najbogatijih gradova srednje Azije s oko 100.000 stanovnika. Postao je središte trgovine Rusa i naroda srednje Azije. S vremenom sve više jača ruski utjecaj u tom prostoru. Od 1865. je Taškent službeno dio Ruskog Carstva i postao je glavni grad generalne gubernije Ruski Turkestan. Pod ruskom upravom se grad posebno razvija kao centar srednje Azije.
Nakon dolaska komunista na vlast i uspostave SSSR-a je Taškent postao glavni grad Turkestanske Autonomne Sovjetske Republike koja se 1924. razdvojila na više sovjetskih republika, a Taškent je postao dio Uzbečke Sovjetske Socijalističke Republike. Pod sovjetskom vlašću se grad brzo industrijalizira, posebno tijekom 2. svj. rata kad su tamo premještene tvornice iz ratom pogođenih prostora. U grad se naseljavaju brojni doseljenici, posebno okolna nomadska plemena (SSSR je zabranio nomadizam), te broj stanovnika vrlo brzo raste. Taškent je građen kao tzv model tipičnog sovjetskog grada. 1966. je grad pogodio katastrofalan potres, ali je do 1970. većim dijelom obnovljen. 1990. je Taškent bio četvrti grad po veličini u SSSR-u.
Nakon raspada SSSR-a 1991. Taškent postaje glavni grad nezavisnog Uzbekistana. Grad se brzo mijenja i uklanjaju se socijalistički simboli, te se grade moderne građevine.

## Zemljopis
Taškent se nalazi na sjeveroistoku Uzbekistana. U neposrednoj blizini grada prolazi granica s Kazahstanom, te je Taškent pogranični grad (granica prolazi gradskim predgrađima, čak postoje predgrađa koja se nalaze u Kazahstanu). U sovjetskom razdoblju su granice među republikama povlačene na neobičan način, te to otežava funkcioniranje današnjih samostalnih država.
Taškent je smješten u dolini zapadno od planinskih lanaca. Grad leži u dolini rijeke Čirčik, pritoci Sir-Darje. Sir-Darja je jedna od najvažnijih rijeka srednje Azije i glavni centar naseljenosti i gospodarstva u stepskoj klimi. Klima je kontinentalna stepska (ljeta topla, zime hladne, vrlo malo padalina). Srednja Azija ima malo padalina zbog velike udaljenosti od mora (jake kontinentalnosti).

## Znamenitosti
Taškent ima mnogo kulturnih znamenitosti iz islamskog i sovjetskog razdoblja. Značajan je Trg nezavisnosti, najveći trg u bivšem SSSR-u. Od islamskih spomenika su značajni mauzolej kana Yunusa, džamija Telyashayakh i tržnica Chorsu Bazar. Postoji i ruska carska palača (dinastije Romanov).

## Gradovi prijatelji
- Seattle, Washington, SAD
- Tunis, Tunis
- Istanbul, Turska
- Karachi, Pakistan
- Berlin, Njemačka
- Dnjipro, Ukrajina